# Low phospholipid associated cholelithiasis
Low phospholipid associated cholelithiasis (LPAC) ist eine Erkrankung der Gallenwege, die mit vermehrter Bildung von Gallensteinen vergesellschaftet ist.

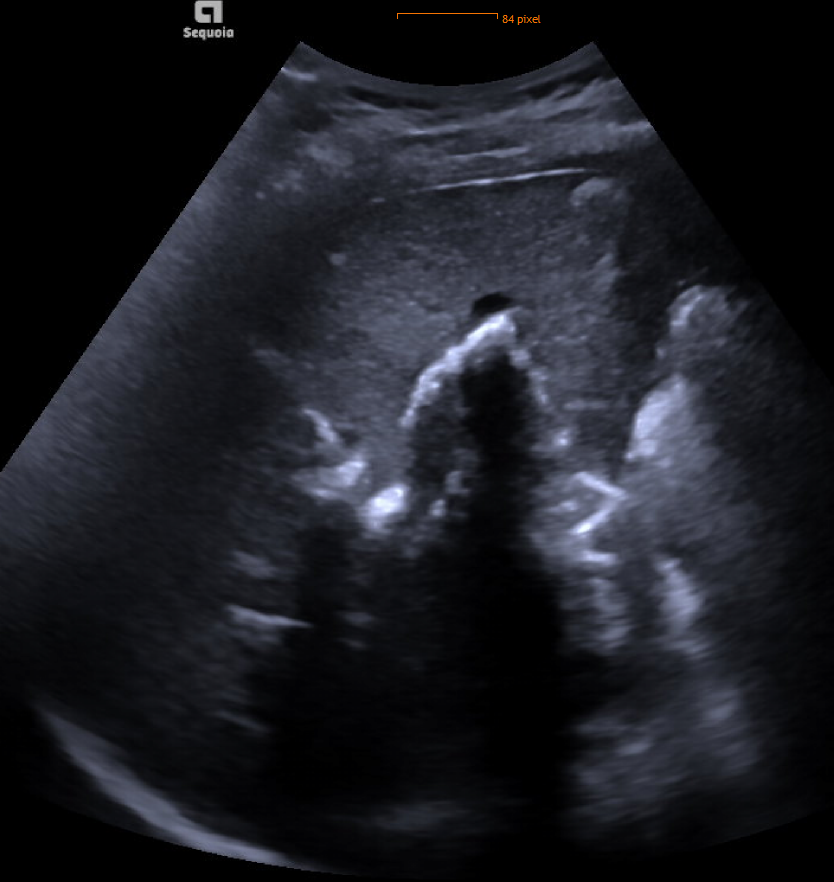
Abdomensonographie bei einer Patientin mit low phospholipid associated cholelithiasis (LPAC).

## Pathogenese
Bei der LPAC sind Mutationen im MDR3/ABCB4-Gen (7q21.1) als ursächlich zu betrachten. Daher besteht oftmals eine familiäre Häufung bei Betroffenen. Diese Mutationen führen dazu, dass die Phospholipidsekretion in die Gallenflüssigkeit vermindert ist, was wiederum zur Folge hat, dass durch die Übersättigung mit Cholesterin vermehrt Gallensteine gebildet werden. Gallensalze schädigen dabei ebenfalls durch ihre zytotoxische Wirkung die Membran der Gallenwege.

## Symptome
Die häufigste Erstmanifestation der Erkrankung tritt im Erwachsenenalter auf und zeigt sich überwiegend bei jungen Patienten unter 40 Jahren, die rezidivierend Beschwerden durch Cholelithiasis verspüren. Meist ist ein erstgradiger Verwandter bereits von dieser Erkrankung betroffen.
Wenn Patienten mit symptomatischer Cholelithiasis und zumindest zwei der drei Kriterien mit 1.) Erkrankungsalter unter 40 Jahren, 2.) Cholelithiasis trotz erfolgter Cholezystektomie und 3.) sonografischem Nachweis von Sludge und Mikrokonkrementen in den Gallenwegen erfüllen, so liegt der Verdacht auf eine LPAC nahe und bedarf weiterer Abklärung.
Patienten werden mit Beschwerden im Sinne von Cholezystolithiasis oder Choledocholithiasis vorstellig. Dies äußert sich typischerweise mit kolikartigen Oberbauchschmerzen, Erbrechen, Ikterus oder auch Fieber und Sepsis im Falle weiterer Verschlimmerung zu einer Cholangitis. Auch nach einer Cholezystektomie treten häufig erneut Beschwerden auf, die durch die Reizung und Entzündung der Gallengänge durch neuerliche Steinbildung entstehen. Frauen in der Schwangerschaft entwickeln als Komplikation in bis zu der Hälfte aller Fälle eine intrahepatische Schwangerschaftscholestase mit Juckreiz, Ikterus und erhöhten Gallensalzen.

## Diagnostik
Mittels Sonographie, Computertomographie oder Magnetresonanztomographie kann die Steinbildung und die durch die Gallengangsschädigung ausgelöste Cholestase dargestellt werden, laborchemisch macht sich die LPAC primär als Erhöhung der γ-Glutamyltransferase und der Gallensalze bemerkbar. Eine genetische Testung auf die betroffenen Mutationen von MDR3 oder ABCB4 sollte über ein gastroenterologisches Speziallabor durchgeführt werden.

## Therapie
Patienten sollten eine lebenslange Therapie mit Ursodeoxycholsäure (etwa 10–15 mg/kg KG/Tag) oral einnehmen. Dies gilt auch unabhängig vom Nachweis einer typischen ABCB4-Mutation. Zudem sollte eine eventuelle Hypercholesterinämie mit Statinen behandelt werden, da Fibrate die Gallensteinbildung fördern können. Spezifische Therapien, die direkt auf die betroffenen Mutationen wirken, sind derzeit in Entwicklung.